# Leszek Lubicz-Nycz
Leszek Władysław Lubicz-Nycz, né le 20 août 1899 à Brzesko (en Galicie, aujourd'hui Voïvodie de Petite-Pologne) et mort le 22 septembre 1939 à Łomianki, près de Varsovie, est un escrimeur, skieur et militaire polonais. Lubicz-Nycz fait partie de l'équipe de sabre masculin polonaise qui a décroché la médaille de bronze aux Jeux de Los Angeles en 1932.
Son histoire personnelle, en plus du sport, est intimement liée aux multiples conflits européens de la première moitié du XXe siècle qui ont déchiré la Pologne. Il est d'abord vétéran de la Première Guerre mondiale, qu'il a combattu dans l'infanterie avant d'intégrer le corps des artilleurs, dans lequel il poursuivit le reste de sa carrière militaire, puis de la Guerre soviéto-polonaise. Il a atteint le grade de Major lorsque, durant les premières semaines de la Seconde Guerre mondiale, il tombe au combat en luttant contre l'Allemagne nazie.

## Biographie

### Jeunesse et premiers conflits armés
Fils de Henryk Lubicz-Nycz, médecin, et de Konstancja Junosza-Borkowska, Leszek Lubicz-Nycz mène dans ses années d'enfance et d'adolescence une vie itinérante, dans un périmètre toutefois restreint, suivant les obligations professionnelles de son père. Il passe sa scolarité à Bochnia, puis à Nowy Sącz. En 1916, sa scolarité s'achève brutalement. Le 14 janvier, alors seulement âgé de seize ans, il est enrôlé dans les Légions polonaises de Galicie alors même que le territoire de Pologne, qui n'existe plus en tant que nation souveraine depuis près de cent vingt ans, est divisé entre l'Empire allemand et l'Autriche-Hongrie, qui font partie de la Triple-Alliance et l'Empire russe, qui fait partie de la Triple-Entente. Il combat aux côtés des Autrichiens et des Allemands, avec pour motivation la promesse d'un État polonais souverain en cas de victoire. Il est d'abord affecté dans un régiment d'infanterie puis sert, à partir du 24 novembre, dans l'artillerie. La guerre s'arrête le 29 septembre 1917 pour le jeune Lubicz-Nycz. De retour à Nowy Sącz, il obtient son diplôme secondaire.
À la fin de la Première Guerre mondiale, la Pologne recouvre son indépendance et redevient un État souverain, au territoire immédiatement convoité par la nouvelle Union soviétique, qui tente de reprendre le contrôle des anciennes provinces de la Russie impériale. Le 13 novembre 1918,  Lubicz-Nycz redevient soldat. Le 1er février 1919, il est affecté au 1er régiment d'artillerie de montagne, peu de temps avant le déclenchement de la Guerre soviéto-polonaise. Il est au front au cours de la grande Opération Kiev, prend part à la victoire polonaise au village frontalier de Małaszewicze le 6 août 1920 durant laquelle l'avance de l'Armée rouge fut temporairement stoppée, qui lui vaut une décoration militaire : la croix d'argent de l'ordre de Virtuti Militari. La guerre se termine en mars 1921, par une victoire de l'armée polonaise qui, malgré la contre-offensive soviétique, parvient à défendre Varsovie. Alors que les négociations s'ouvrent entre les belligérants pour le partage des territoires disputés, Lubicz-Nycz entre à l'école d'artilleurs de Poznań où il complète sa formation jusqu'en décembre 1921.

### Entre deux-guerres, la période sportive
Durant les débuts de la Deuxième République polonaise, il étudie à la faculté d'agriculture et de foresterie de l'université nationale polytechnique de Lviv (alors partie du territoire polonais). Mais, au décès de son père, en 1920, il est contraint d'abandonner ses études et de rejoindre l'armée de nouveau. À Poznań, où il suit sa formation d'officier de l'artillerie, il découvre les subtilités de l'escrime et développe ses connaissances en gymnastique tout en montant en grade. En avril 1922, il est promu sous-lieutenant et est affecté au premier régiment d'artillerie de campagne à Wilno (aujourd'hui Vilnius en Lituanie), où il sert jusqu'en mars 1928, année durant laquelle il est promu lieutenant. Il enseigne l'éducation physique et l'escrime à l'Université de l'éducation physique de Poznań, puis à l'institut d'éducation physique de l'École polytechnique de Varsovie où il enseigne l'escrime et le ski. Il se qualifie aussi en tant que juge-arbitre international d'escrime. Il complète également son instruction militaire jusqu'au début de la Seconde Guerre mondiale, passant capitaine en janvier 1930 puis, de nouveau en poste à Poznań en 1933, reçoit le commandement d'un régiment d'artillerie légère avant d'être finalement promu major le 19 mars 1937.
Entretemps, Lubicz-Nycz a le loisir de mener une carrière sportive couronnée de succès avec l'équipe de Pologne, qui, loin derrière les intouchables équipe de Hongrie et d'Italie, décroche des médailles de bronze internationales en 1930 et 1934 aux Championnats internationaux d'escrime de Liège et de Varsovie. Avec son équipe, il prend part aux Jeux de Los Angeles. L'équipe polonaise, comme les trois autres équipes engagées, combat avant tout pour la médaille de bronze, les équipes de Hongrie et d'Italie partant immensément favorites. La Pologne dispose de l'équipe du Danemark par neuf victoires à cinq et du Mexique par dix victoires à six et se qualifie pour la poule finale de quatre équipes, rejoignant l'Italie et les États-Unis, qualifiés directement. Elle est balayée par l'Italie et la Hongrie sur les scores identiques de 9-1. Lubicz-Nycz sauve l'honneur contre l'Italie en inscrivant la seule victoire polonaise contre Renato Anselmi (cinq touches à trois). Il manque aussi de peu l'exploit contre le hongrois Aladár Gerevich (cinq touches à quatre). La Pologne remporte néanmoins la médaille de bronze en devançant les États-Unis, dans une rencontre que Lubicz-Nycz suit en simple spectateur. Les deux équipes font jeu égal avec huit victoires chacune et ne sont départagées qu'au nombre de touches portées : les Polonais en ont inscrit un total de soixante, les Américains cinquante-neuf.
Sur le plan individuel, il s'impose aux championnats de Pologne en 1931 et 1934. Son intérêt pour l'escrime décroit rapidement, à mesure que grandit sa passion pour le ski alpin (il ne participe pas aux Jeux olympiques d'été de 1936 à Berlin). Il participe à des compétitions nationales de ski, et rédige un manuel d'instruction intitulé « Directives et principes de l'enseignement du ski » (en polonais : « Wytyczne nauczania i zasady jazdy na nartach »).

### Seconde Guerre mondiale, mort au combat
Lubicz-Nycz retourne au front, à quarante ans, pour défendre son pays contre l'invasion de l'Allemagne nazie. Les troupes allemandes ont contourné Poznań, où il se trouve toujours en garnison, pour attaquer directement la capitale, Varsovie. Les armées de Poznań et Toruń lancent une contre-offensive qui échoue pendant la bataille de la Bzura. Avec ce qu'il reste de l'armée, le major bat en retraite et doit effectuer la jonction avec l'armée polonaise, qui lutte encore pour protéger la capitale, mais il lui faut pour cela parvenir à briser le siège de Varsovie. Après avoir manœuvré à couvert dans la Forêt de Kampinos, les Polonais doivent avancer dans des plaines agricoles à Łomianki. Lubicz-Nycz repère une route longeant les digues de la Vistule, complètement exposée aux tirs de mitrailleuse ennemis mais, faute d'alternative tangible, doit prendre le risque de forcer le passage. La tentative est sans espoir : il tombe sous les balles allemandes, ainsi que la majeure partie de ses troupes, le 22 septembre 1939, trois semaines après le début du conflit. 
Son corps est ensuite retrouvé par une jeune paysanne de quatorze ans du nom de Marianna Romańska, dans un champ de betteraves au pied des digues du fleuve. Il est à titre posthume promu lieutenant-colonel de l'armée polonaise. Enterré à la hâte dans un premier temps, son corps est ensuite transféré au cimetière de Powązki. Une plaque commémorative à son nom est installée au centre sportif de Łomianki, où il est possible au visiteur de consulter un petit film biographique en sa mémoire.
Son frère cadet Bronisław (5 mars 1906 – 6 août 1981) continua le conflit dans la résistance polonaise et prit part à l'insurrection de Varsovie de 1944. Capturé par les Allemands, il demeura prisonnier jusqu'à la fin de la guerre.

## Palmarès sportif
- Jeux olympiques
  -  Médaille de bronze par équipes aux Jeux olympiques d'été de 1932 à Los Angeles

- Championnats du monde d'escrime
  -  Médaille de bronze par équipes au championnat international de 1930 à Liège
  -  Médaille de bronze par équipes au championnat international de 1934 à Varsovie

- Championnats de Pologne d'escrime
  -  Médaille d'or en individuel aux championnats de Pologne de 1931 et 1934

## Distinctions militaires
- Croix d'argent (5e classe) de l'Ordre militaire de Virtuti Militari (1920)
- Croix d'or (4e classe) de l'Ordre militaire de Virtuti Militari (post mortem)